# بيانات رقمية

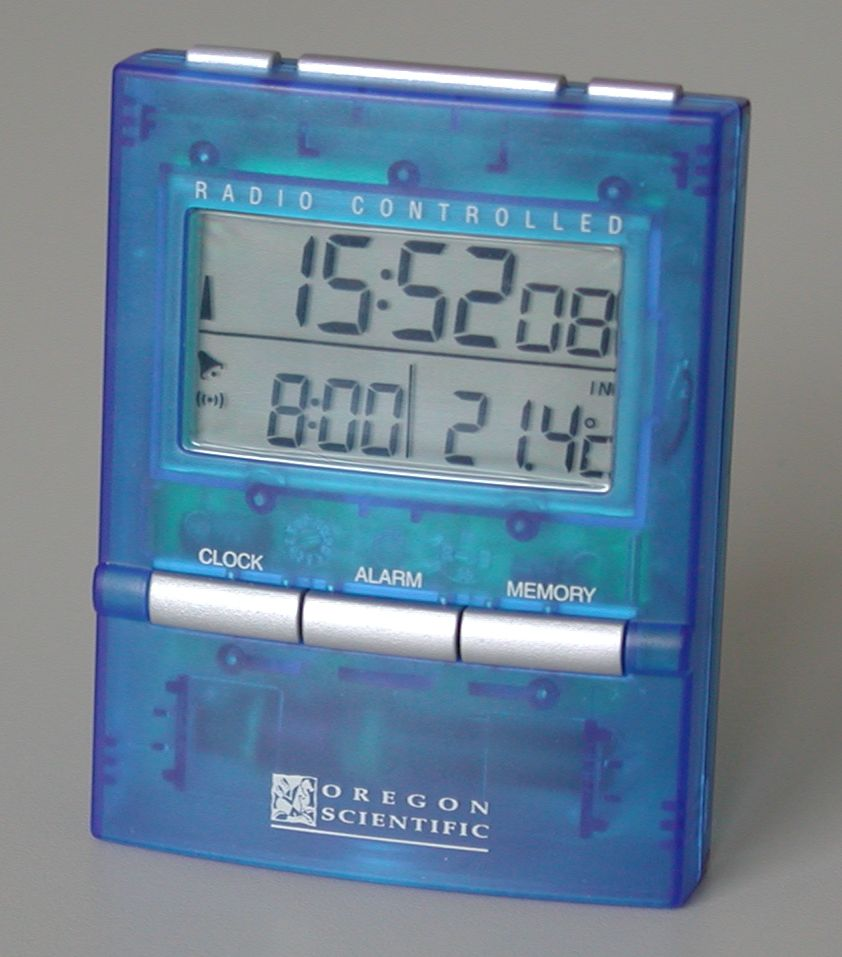

البيانات الرقمية هو نظام يستخدم الأرقام كقيم مستقلة مميزة وهي ترجمة لكلمة Digital data اللاتينية، ويستخدم هذا التعبير غالباً في الأجهزة التي تعتمد التوتر الكهربائي دخلاً لها، وغالباً ما يشير للنظام الثنائي في العد المعتمد على القيمتين 1 و0 وهو يختلف عن النظام التماثلي.
الاختلاف بين النظام الرقمي والتماثلي يكمن في نوعية وهيئة الإشارة من حيث سعتها أو قيمتها وكذلك من حيث الزمن الذي تشغله. فالإشارة التماثلية يمكن أن تأخذ أي قيمة في زمن مستمر وغير متقطع بينما الرقمية لا تأخذ إلا إحدى القيم المتعارف عليها في النظام ضمن أزمنة مستمرة أو متقطعة.
مصدر الإشارة الرقمية هو دوماً تماثلي حيث أن الحياة حولنا تماثلية ولذلك يتم تحويل أي إشارة تماثلية إلى رقمية بواسطة تقنية وإجراءات معينة وبواسطة مبدل تماثلي رقمي.
إن المجال الأوسع لاستخدام النظام الرقمي أو النظام الثنائي هو الحواسب والأجهزة الالكترونية بشكل عام. ويتم التعبير عن النظام الرقمي كهربائياً بواسطة النبضات الكهربائية غالباً حيث في النظام الرقمي المعتمد على النظام الثنائي يمكن تمثيل القيم كما يلي: 1 يوجد نبضة موجبة (جهد كهربائي ذو قيمة محددة (5 فولت مثلا) لمدة محددة)، 0 لا يوجد جهد (0 فولت) لنفس المدة.